# LVD-Baureihe Bt
Die LVD-Baureihen Bt und Pt  waren Tenderlokomotiven der Lettischen Staatsbahn Latvijas Valsts Dzelzsceļi (LVD) mit der Achsfolge 1'B1'. Die Loks wurden, aufbauend auf der zeitgleich gelieferten LVD-Baureihe Ct in den Jahren 1936 bis 1938 von Henschel aus Kassel entwickelt und gebaut. Bei den Loks war ein vergleichsweise einfacher Umbau von Spurweite und Treibradgröße konstruktiv berücksichtigt worden.

## Geschichte
Die Baureihen Bt und Pt gehören zu den wenigen Triebfahrzeug-Neubeschaffungen der LVD in der Zeit zwischen dem Beginn der lettischen Unabhängigkeit 1918 und der sowjetischen Okkupation Lettlands im Jahr 1940. Aufgrund der Baugeschichte ihrer Bahnstrecken und insbesondere der Auswirkungen des Ersten Weltkriegs besaß die LVD Strecken in insgesamt fünf Spurweiten. Abgesehen vom umfangreichen Schmalspurnetz in 600, 750 und 1.000 mm Spurweite war der größte Teil des Netzes in russischer Breitspur von 1.524 mm ausgeführt. Daneben gab es aber auch Strecken in europäischer Normalspur von 1.435 mm, vor allem von Liepāja, Daugavpils und Riga in Richtung Litauen, über die die Verbindung nach Mittel- und Westeuropa lief.
Um flexibel den unterschiedlichen Anforderungen durch die verschiedenen Spurweiten gerecht zu werden, forderte die LVD für die 1934 und 1936 in Auftrag gegebenen Baureihen Bt/Pt und Ct/Rt, dass die Bauteile der Loks weitgehend austauschbar sein sollten. Vor allem aber sollten die Loks so ausgelegt werden, dass sie von vorneherein für die Umspurung auf Radsätze beider Spurweiten, 1.435 und 1.524 mm geeignet waren. Zudem sollte mit wenig Aufwand zwischen zwei unterschiedlichen Treibraddurchmessern gewechselt werden können, 1.400 und 1.720 mm Durchmesser. Die Baureihenbezeichnungen der LVD wurden entsprechend der Treibradgröße gewechselt. Loks der Baureihe Bt besaßen große und Loks der Baureihe Pt besaßen kleine Treibräder. Die Spurweite ließ sich dagegen den Bezeichnungen nicht entnehmen, der Kleinbuchstabe t besagte lediglich, dass es sich um zwischen Normal- und Breitspur umsetzbare Loks handelte.
Henschel hatte im Auftrag der LVD die weiteren Lieferungen der Baureihe Ct/Rt übernommen. Die Firma passte zum einen deren Entwurf an die Wünsche des Auftraggebers an, zum anderen entwickelte sie mit Berücksichtigung weitgehend einheitlicher Bauteile die Baureihe Bt/Pt als leichtere Variante. Der Wechsel der Treibradgröße erfolgte wie bei den Ct/Rt-Loks durch Umstecken und Umschrauben der Lenkgestelldeichseln und Rückstellfederführungen, der Bremsgehängelager sowie der Puffer und Zughaken.
Die Henschelloks wurden in drei Losen von 1936 bis 1938 geliefert. 1936 kamen die ersten drei Loks als Baureihe Bt mit den Henschel-Fabriknummern 23089 bis 23091, direkt im Anschluss an die erste Henschel-Serie der Reihe Ct. 1938 folgten 10 Loks in zwei Losen, ebenfalls als Baureihe Bt. Das erste Los umfasste vier Loks mit den Fabriknummern 23866 bis 23869, das zweite sechs Lokomotiven mit den anschließenden Fabriknummern 23870 bis 23875. Die LVD reihte diese beiden Lose allerdings in entgegengesetzter Reihenfolge ein.
Unklar ist, wie weit sich diese konstruktiv mögliche Flexibilität bewährt hat. Anhand der erfassten Nummerierungen bei Auslieferung und zum Zeitpunkt der Übernahme der LVD in die sowjetischen Staatsbahnen 1940 ist zwar erkennbar, dass zumindest bei den Loks mit den Nummern 96 bis 99 der Baureihe Bt/Pt ein entsprechender Wechsel der Treibräder vorgenommen wurde, für die Baureihe Ct/Rt ist ein Wechsel nicht belegt. Es liegen zudem keine Angaben über die betriebliche Bewährung vor. Nicht bekannt ist, mit welchen Spurweiten die Loks geliefert wurden. 1940 gab es folgende Stückzahlen im Bestand der LVD:
- Bt
  - 1.435 mm: 3 Loks
  - 1.524 mm: 6 Loks
- Pt
  - 1.435 mm: –
  - 1.524 mm: 4 Loks

Anders als bei der Baureihe Ct sind wahrscheinlich keine Loks in den Bereich der Deutschen Reichsbahn gelangt. Über den Nachkriegseinsatz der im Baltikum verbliebenen Loks liegen keine genauen Angaben vor.